# Ђипи
Ђипи су насељено мјесто у општини Вишеград, Република Српска, БиХ. Према попису становништва из 1991. у насељу је живјело 77 становника.

## Географија
Налази се на око 760 метара надморске висине, површине 1,24 км2, удаљено око 16 км од општинског центра. Припада мјесној заједници Међеђа. Разбијеног је типа. Смјештено је на лијевој обали Дрине. Терен је брдовит, прекривен бјелогоричном шумом, пашњацима и воћњацима. Становништво се углавном бави сточарством и воћарством. Најближа џамија и школа су у Међеђи. У атару постоји гробље. Село је добило електричну енергију 1972. године. Мјештани се снабдијевају водом са каптираних извора. Ободом села пролази магистрални пут Вишеград-Пале. До центра села 1981. изграђен је макадамски пут.

## Становништво
Село је 1879. имало десет домаћинстава и 64 становника (муслимани); 1910. - 170 становника; 1948. - 172; 1971. - 108; 1991. - 77 (Муслимани); 2013. - једно домаћинство и два становника. Према подацима са терена, 2020. у селу је било седам домаћинстава и 12 становника из породица Бегић, Мухаремовић, Чубара и Шишић. Чубаре су се доселиле послије Одбрамбено-отаџбинског рата 1992-1995. из сусједног села Џанкићи.